# 김재화 (1904년)

김재화(金載華, 1904년 1월 5일~1990년 7월 29일)는 대한민국의 정치인이다. 제8대 국회의원을 지냈다.
부산 출신이다. 1950년 재일본대한민국거류민단 중앙본부 단장을 지냈으며, 1954년 도쿄 한국학원을 설립하여 이사장을 지냈다. 1971년 제8대 국회의원(신민당, 전국구 15번)에 당선되었으며, 1973년에는 신민당 지도위원을 지냈다.

## 가족
- 처남 곽동의

## 역대 선거 결과
|  | 32.7% |

|  | 44.4% |